# Savage (Minnesota)
Savage é uma cidade localizada no estado americano de Minnesota, no Condado de Scott.

## Demografia
Segundo o censo americano de 2000, a sua população era de 21.115 habitantes.
Em 2006, foi estimada uma população de 27.292, um aumento de 6177 (29.3%).

## Geografia
De acordo com o United States Census Bureau tem uma área de
42,8 km², dos quais 41,2 km² cobertos por terra e 1,6 km² cobertos por água.

## Localidades na vizinhança
O diagrama seguinte representa as localidades num raio de 12 km ao redor de Savage.